# 法俄关系

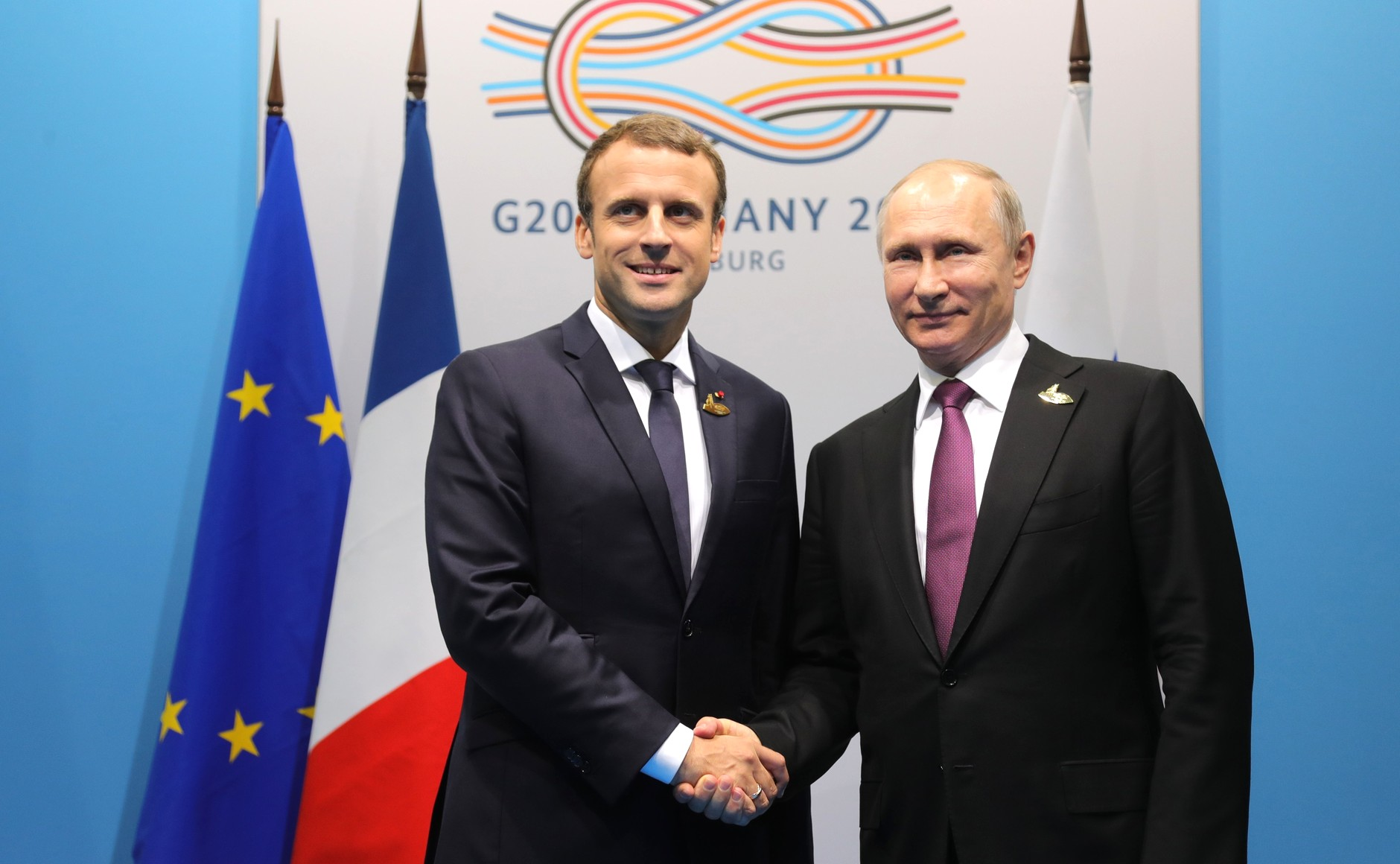
2017年7月，俄罗斯总统弗拉基米尔·普京和法国总统埃马纽埃尔·马克龙在德国汉堡会面

法国－俄罗斯关系（法語：Relations entre la France et la Russie）可以追溯到近代初期。
根据2017年皮尤研究中心的一项调查，36%的法国人对俄罗斯持正面看法，62%的人持负面看法。俄罗斯民意研究中心2018年发布的一项民意调查显示，81%的俄罗斯人对法国持正面看法，19%的人持负面看法。

## 历史
俄法关系源远流长。最早的接触发生在1051年，基辅大公雅罗斯拉夫一世的女儿基辅安妮嫁给了法国的亨利一世。在亨利死后一段时间内，安妮成为法国的摄政王，随后他们八岁的儿子，法国的腓力一世继位。
12世纪在俄罗斯建立的封建分裂和13世纪鞑靼-蒙古的入侵阻止了当时建立永久的俄法关系。1413年，弗兰德骑士、政治家和外交家吉尔伯特·德·兰诺瓦访问了诺夫哥罗德和普斯科夫，并在他的《旅行和出使》一书中描述了俄罗斯的土地。
由于形成于十五、十六世纪的俄罗斯中央集权国家几乎始终处于与联邦的外交和军事对抗状态，法国天主教统治者在很长一段时间内都避免与莫斯科建立直接外交联系。